# Djuptjärnen (Malungs socken, Dalarna, öster om Upprämmen)
Djuptjärnen är en sjö i Malung-Sälens kommun i Dalarna och ingår i Göta älvs huvudavrinningsområde.